# مرغ باران بزرگ‌بال
مرغ باران بزرگ‌بال (نام علمی: Pterodroma macroptera) نام یک گونه از سرده مرغ باران خرمگسی است.